# Anthurium ginesii
Anthurium ginesii är en kallaväxtart som beskrevs av Thomas Bernard Croat. Anthurium ginesii ingår i släktet Anthurium och familjen kallaväxter. Inga underarter finns listade.